# 弗朗西斯科·弗洛雷斯 (足球运动员)
弗朗西斯科·弗洛雷斯（西班牙語：Francisco Flores，1926年2月12日—1986年11月13日），墨西哥男子足球运动员，司职中场。他曾代表墨西哥国家队参加1958年国际足联世界杯，结果队伍止步小组赛阶段。